# Tony Lavelli
Pour les articles homonymes, voir Lavelli.
Tony Lavelli, né le 11 juillet 1926 à Somerville dans le Massachusetts et décédé le 8 janvier 1998 à Laconia dans le New Hampshire est un ancien joueur professionnel américain de basket-ball où il joue au poste d'ailier. Il était aussi musicien. 

## Jeunesse: musique et basket
Originaire de Somerville dans le Massachusetts Lavelli fréquente   l'Université Yale en tant qu'étudiant en musique et est membre de Skull and Bones. Il aspire à composer des comédies musicales et après don diplôme, il a écrit plus d'une douzaine de chansons, avec des titres comme I Want a Helicopter et You're the Boppiest Bee-Bop. Il apparait comme soliste d'accordéon pour l'Orchestre symphonique de New Haven. En tant qu'étudiant, il a demandé son inscription à la Juilliard School, a l'Institut Curtis de musique et au New England Conservatory of Music.
Cependant, les talents musicaux de Lavelli ont souvent été éclipsés par ses performances sur les terrains de basket. Il a affirmé qu'il avait seulement appris le basket-ball adolescent pour impressionner ses amis, qui étaient pour la plupart indifférents à sa musique. [9] Néanmoins, il est devenu l'un plus grands joueurs de l'universite de yale. Du haut de ses 1,91 m et son adresse, il  marque 1 964 points en quatre ans, etquant il obtient son diplôme il est le quatrième marqueur de l'histoire du basket-ball collégial. Il obtient également quatre sélections dans l'équipe All-American et est nommé joueur de l'année au cours de sa carrière universitaire. Après son diplôme, il est choisi au 4e rang de la draft BAA 1949 par les Celtics de Boston.

## Pour approfondir